# Kiko Ramírez
Francisco Kiko Ramírez i González (Tarragona, 14 de juliol de 1970) és un exfutbolista i actualment entrenador català de futbol.
Va debutar com a tècnic el 2010, al capdavant del Club de Futbol La Pobla de Mafumet. En la seva primera temporada, l'equip va arribar als "play-off", però no va poder competir per alineació indebida. En el seu segon intent, La Pobla es va classificar per als "play-off" per primera vegada en la seva història. El 23 de juny de 2012, Kiko fou nomenat nou entrenador del Gimnàstic de Tarragona per la temporada 2012-13, i entre 2013 i 2015 va entrenar el Centre d'Esports l'Hospitalet.